# Nowy Staw (Ukraina)
Nowy Staw – wieś na Ukrainie w rejonie lwowskim (wcześniej w rejonie kamioneckim) należącym do obwodu lwowskiego.
Znajduje tu się przystanek kolejowy Nowy Staw, położony na linii Lwów – Łuck – Kiwerce.